# De ergste dag
De ergste dag is een lied van de Nederlandse zangeres S10 in samenwerking met de Nederlandse rapper Mula B. Het stond in 2022 als twaalfde track op het album Ik besta voor altijd zolang jij aan mij denkt van S10.

## Achtergrond
De ergste dag is geschreven door Hicham Gieskes, Stien Den Hollander en Wieger Hoogendorp en geproduceerd door Palm Trees, Sim Fane en IliassOpDeBeat. Het is een nummer dat past in de genres alternatieve hiphop en emo rap. In het lied rappen en zingen de artiesten over de pijn na een relatiebreuk. In het lied worden de verdrietige gevoelens van beide kanten van de beëindigde relatie belicht. De samenwerking tussen de twee is ontstaan na een ontmoeting op festival Lowlands. Hier zijn ze na de ontmoeting samen naar het optreden van Bring Me the Horizon gegaan en besloten ze om samen een lied te maken. S10 had met Wieger Hoogendorp en Sim Fane van de band Goldband een demo gemaakt en ze stelde voor om samen met producer IliassOpDeBeat deze demo af te maken. S10 vertelde dat ze eerst niet wist of de stijlen van Mula B en haar met elkaar zouden passen, maar toen Mula B met teksten als "Jij houdt niet van mij en ik hou ook niet van mij" kwam, wist ze dat het een goed match was. 
Het nummer werd door radiozender NPO 3FM genomineerd voor een 3FM Award in de categorie Beste samenwerking. Deze prijs werd uiteindelijk niet gewonnen. Dit werd gedaan door Maan en Goldband met hun nummer Stiekem.

## Hitnoteringen
Ondanks dat het lied niet als single was uitgebracht, hadden de artiesten toch bescheiden succes met het lied in Nederland. Het piekte op de 42e plaats van de Single Top 100 in de drie weken dat het in deze hitlijst te vinden was. De Top 40 en haar Tipparade werden niet bereikt.